# Wilhelm Krabbe
Wilhelm Krabbe (* 13. Juni 1882 in Widdert; † 25. Dezember 1961) war ein deutscher Germanist, Musikwissenschaftler und Bibliothekar.

## Wirken
Widdert gehörte damals zur selbstständigen Stadt Höhscheid, die 1929 mit Solingen vereinigt wurde. Wilhelm Krabbe studierte nach seiner Reifeprüfung am Beethoven-Gymnasium, Bonn, die Fächer Musikwissenschaft, Germanistik, Geschichte und Geographie an den Universitäten Bonn und Berlin. Im Jahre 1910 promovierte er an der Universität Berlin im Fach Musikwissenschaft. Von 1913 bis 1946 war er als Bibliothekar an der Preußischen Staatsbibliothek tätig. Er begann dort als Volontär und wurde vorübergehend beurlaubt für die Tätigkeit an der Preußischen Kommission zur Herausgabe der Denkmäler Deutscher Tonkunst (1913). Seit 1923 leitete er an der Staatsbibliothek die Geschäftsstelle des Gesamtkatalogs der Preußischen Bibliotheken und das Auskunftsbureau. Ab 1928 arbeitete er als stellvertretender Direktor der Musikabteilung der Staatsbibliothek. Außerdem war Krabbe bei der Ausbildung von Bibliothekaren des mittleren Dienstes tätig und verfasste hierfür zwei mehrfach neu aufgelegte Lehrbücher. Von 1925 bis 1943 war er Redakteur des vom Verein Deutscher Bibliothekare herausgegebenen Jahrbuchs der Deutschen Bibliotheken.
Nach seinem Eintritt in den Ruhestand gründete und leitete er seit 1947 die Evangelische Bibliotheksschule in Göttingen.

## Schriften
- Johann Rist und das deutsche Lied. Ein Beitrag zur Geschichte der Vokalmusik des 17. Jahrhunderts. Broch & Schwarzinger, Berlin 1910 (Dissertation Universität Berlin).
- (Mithrsg.): Heinrich Elmenhorsts Geistliche Lieder, komponiert von Johann Wolfgang Franck, Georg Böhm und Peter Laurentius Wockenfuss (= Denkmäler deutscher Tonkunst, Bd. 45). Breitkopf & Härtel, Leipzig 1911.
- (Hrsg.): Georg Philipp Telemann / 24 Oden (= Denkmäler deutscher Tonkunst, Bd. 1, 57). Breitkopf & Härtel, Leipzig 1917.
- Die Lieder Georg Niege’s von Allendorf. Zur Geschichte der Monodonie im 16. Jahrhundert. In: Archiv für Musikwissenschaft, Bd. 4 (1922), S. 48–84.
- Das Liederbuch des Johann Heck. In: Archiv für Musikwissenschaft, Bd. 4 (1922), S. 420–438.
- Bibliographie. Ein Hilfsbuch für Bibliothekspraktikanten. Verlag "Bücherei und Bildungspflege", Stettin 1930 (6. Aufl. Hamburg 1961).
- Kurzgefaßtes Lehrbuch der Bibliotheksverwaltung. Einkaufshaus für Büchereien, Leipzig 1937 (spätere Ausgabe "Lehrbuch der Bibliotheksverwaltung", zusammen mit Wilhelm Martin Luther. Thieme, Stuttgart 1953; völlige Neubearbeitung von Gisela Ewert/Walther Umstätter: Hiersemann, Stuttgart 1997, ISBN 3-7772-9730-5).